# Akhurik
Akhurik (en arménien Ախուրիկ ) est une communauté rurale du marz de Shirak en Arménie. En 2008, elle compte 1 239 habitants.